# شوماتا
شوماتا (بالبلغارية: Шумата)‏ قرية تقع إدارياً ضمن Sevlievo ‏ في بلغاريا. ويبلغ عدد سكانها 908 نسمة حسب تعداد 15 مارس 2015. تعتمد شوماتا للبريد على الرمز البريدي 5468 وللاتصالات على رمز الاتصال الهاتفي المحلي 067390.